# Pac Div
Pacific Division, w skrócie Pac Div, to amerykańska grupa hip-hopowa z kalifornijskiego miasta Palmdale. W jej skład wchodzą bracia Like i Mibbs oraz BeYoung.
Grupa współpracowała z takimi wykonawcami jak Kendrick Lamar, Asher Roth, Kurupt, Mac Miller, TiRon, Pill, The Cool Kids, Kidz in the Hall, J*DaVeY, Chip tha Ripper, Casey Veggies, Dom Kennedy.

## Kariera
Pierwszy mixtape grupy pt. Sealed for Freshness: The Blend Tape powstał w 2006 roku. Został zauważony przez takich wykonawców jak Ludacris, Talib Kweli, 9th Wonder, Questlove z The Roots czy Pharrell Williams. Spośród wielu wytwórni, które oferowały kontrakt, młodzi raperzy postanowili w 2008 roku związać się z Universal Motown Records. W 2009 ukazał się ich kolejny mixtape pt. Church League Champions, który powstał jako zwiastun debiutanckiego albumu, mającego trafić do sklepów w tym samym roku, do czego jednak nie doszło. W 2010 do sieci trafił czwarty mixtape grupy pt. Don't Mention It, a rok później piąty - Mania!. W listopadzie 2011 do sklepów trafił długo oczekiwany debiut grupy pt. The DiV nakładem niedużej wytwórni RBC Records.

## Dyskografia

### Albumy
- The DiV (2011)
- GMB (2012)

### Mixtape'y
- Sealed for Freshness: The Blend Tape (2006)
- Church League Champions (2009)
- Don't Mention It (2010)
- Mania! (2011)